# Eugénie Kuffler
Eugénie Kuffler (née en 1949 à Baltimore) est une compositrice, flûtiste, danseuse et performeuse américaine.

## Biographie
Eugénie Kuffler, fille du neurobiologiste Stephen W. Kuffler, a étudié la musique et  la danse au Conservatoire Peabody à Baltimore (1956-1959) et au New England Conservatory à Boston (1959-1966). Elle est flutiste dans l'Orchestre symphonique des jeunes de Boston Grand. En 1967, elle s'installe à Paris.  Elle y étudie la composition avec Nadia Boulanger et Max Deutsch jusqu'en 1971, puis avec Henri Dutilleux à l' École normale de musique et la flûte avec Gaston Crunelle au Conservatoire de Paris. 
De 1973 à 1975, elle suit les cours de Pierre Schaeffer et de Guy Reibel au Groupe de Recherches Musicales. Elle étudie ensuite le chant classique avec Bernadette Val (1988-1992), Yves Müller et Sophie Boulin (1994) ainsi que la danse afro-cubaine avec Oscar Hernandez et Daniela Giacone (1999). 
De 1967 à 1973, Eugénie Kuffler est membre avec Philippe Drogoz du Groupe d’Étude et de Réalisation Musicale (GERM) avec qui elle donne des concerts à Londres, Vienne, Rotterdam et Paris. En 1973, elle fonde avec lui l'ensemble musical "010"  spécialisé dans le théâtre musical d’avant-garde. Trois années plus tard, au 30e Festival d’Avignon, est donné leur spectacle Lady Piccolo et le violon fantôme pour piccolo, flûte, contrebasse et bandes magnétiques, un opéra-mythe en 3 actes d'après Claude Lévi-Strauss. À leur actif, notamment d'autres musiques pour le théâtre : Yo ou l’Opéra solitaire, de René David, pour une chanteuse-actrice et dispositif électroacoustique (1979), le conte musical pour la Radio Mais où est donc passée Lady Piccolo (1976-1977), Les aventures du fils de la femme-poisson, ou encore Musique de table, forme d'introduction à la musique contemporaine.
En outre, elle a anime de 1977 à 1978, l’émission Qui dit quoi à qui ? et continue ses créations musicales et théatrales dont Histoire d'une, cosignés par Eugénie Kuffler (compositeur et interprète), Clotilde Guérineau (textes) et Philippe Drogoz (mise en scène) ou Pièces détachées.
Pour France Culture et France Musique, elle a réalisé notamment trois pièces radiophoniques : Femmes des Ombres en 1976, Les Cahiers Ex-Statiques Spirale en 1995 et  J/E, adaptation du Corps Lesbien de Monique Wittig, avec Syn Guérin, en 1983. 
En 1984, elle réalise une Performance ldevant le Centre Georges Pompidou, dans le cadre du quatrième Congrès International Femmes et Musique. 
Elle a présenté des programmes en solo à la Biennale de Paris , aux Semaines des femmes à Vienne et Hambourg, au Festival de performance de Lyon et à la Musica Strasbourg . 
Elle est devenue membre de l'ensemble d'improvisation pour femmes Hot Chills et a joué l'été dans l' orchestre folklorique Woods Hole de Cape Cod.  
Entre 1999 elle a fondé Conexión Habana et jusqu’en 2007 a créé avec cette compagnie de théâtre musical 6 chapitres du projet Etno Poesiá Cuba au Fiesta del Fuego de Santiago de Cuba, à la Casa de la Comedia (Havane) et au Festival La Huella de España du Gran Teatro de la Habana.
Elle a écrit les Carnets de Barbes, chroniques d’un quartier, chroniques d’une vie  entre 2006 et 2010. Elle a publié des textes dans les revues La Passe et Apulée. Elle s’est jointe au collectif Les Toboggans Poétiques au printemps 2015. 
Eugénie Kuffler poursuit son travail de création en solo et au travers de multiples collaborations aussi diverses que l'hommage à Bernard Vitet organisé par La Java, telle celle menée avec Riccarda Montenero : (hi)stoire(s)  danse du corps sacral dans l'ombre et la lumière, ou Aldrige Hansberry, Mercier trio, Federea,  Marty Duo pour Impromptissimo #2, avec les Ateliers d'Artistes du Père Lachaise associés, ou Céline Ripoll pour Contes et Rencontres.
Ses oeuvres sont notamment conservées à la Bibliothèque Nationale de France, ainsi qu'au Centre Audiovisuel Simone de Beauvoir,.

## Compositions
- La ballade de Cormac pour mezzo-soprano et harpe celtique, 1968
- One Overtone Beat pour huit instruments, 1973
- Pièces détachées pour flûte, 1975
- Emménager , 1973
- Le Rêve de Siméon pour ensemble instrumental, 1978
- Feu pour voix et ensemble instrumental, 1980
- Terrain Vague pour flûte, voix, cor, violoncelle et piano, 1980
- L'hirondelle pour flûte, 1981
- L'épervier pour flûte, 1994
- Hot Chills - hiver, printemps, automne pour piccolo, clarinette, violoncelle, piano et percussions, 1996-1997
- Equinoxe pour piccolo, clarinette, violoncelle, piano et percussions, 1997
- Chant irisé pour quatre voix féminines, 1997
- Plusieurs fois l'année pour flûte, clarinette, violoncelle, piano et percussions, 1998
- Harlem Bleu, Ballade, 1998
- Souffle pour Odudua pour flûte solo, 1998
- Tierra Seca pour flûte, bouteilles de rhum, voix et mouvement, 2000
- La femme du bar sombre pour mezzo soprano et piano, 2001
- A propos de la guerre... pour mezzo-soprano et piano, 2001

## Théâtre et musique
- 00100010 , cabaret musical, 1973
- Musique de table , cabaret musical, 1975
- Lady Piccolo et le Violon Fantôme , cabaret musical, 1976
- Histoire d'Une , cabaret musical, 1978
- Monsieur Parfait d'Été et Grande Mère , cabaret musical, 1979
- Yo ou l'Opéra Solitaire , cabaret musical, 1979
- Noctiluca , théâtre de danse, 1999
- Agua y Tambor , 1999
- Yendo a viniendo de , 1999
- Images du chemin de Cobre , 2000
- Scènes quotidiennes de l'Indocubain , 2001